# Red Punch
Red Punch es el segundo EP coreano del grupo femenino de Corea del Sur Rocket Punch. Fue lanzado el 10 de febrero de 2020 por Woollim Entertainment. El miniálbum contiene siete pistas, incluido su sencillo principal titulado «Bouncy».

## Antecedentes y lanzamiento
El 28 de enero de 2020, el grupo lanzó un programa de regreso que contenía varias fechas para el lanzamiento secuencial de contenidos de un nuevo álbum. El 29 de enero, se lanzó el primer conjunto de fotos conceptuales individuales de la versión A y teasers de carteles en movimiento con las miembros Sohee y Dahyun. El 30 de enero, se lanzaron las fotos individuales conceptuales en solitario y los adelantos de los carteles en movimiento de las miembros Yeonhee y Yoonkyung. El 31 de enero, se lanzó el mismo material de las integrantes Juri y Suyun.
El 1 de febrero de 2020 se lanzó un vídeo de la sesión de fotos de las integrantes Juri, Suyun y Dahyun. El 2 de febrero se lanzó otro vídeo, esta vez de las miembros Yeonhee, Yoonkyung y Sohee. La lista completa de canciones del álbum se lanzó el 3 de febrero. El 4 de febrero se lanzó una versión corta del vídeo teaser del sencillo principal «Bouncy».
El 5 de febrero, el grupo lanzó la segunda versión de fotos conceptuales para el álbum. El 6 de febrero se lanzó un adelanto de la actuación de «Bouncy». El 7 de febrero, se lanzó un popurrí destacado del álbum que contenía una vista previa de las siete pistas del álbum. El álbum fue lanzado el 10 de febrero en formato CD y digital. Junto con el lanzamiento del álbum, se lanzó un vídeo musical que acompaña al sencillo principal «Bouncy».

## Promoción
Horas después del lanzamiento del álbum, Rocket Punch realizó una presentación en el Blue Square iMarket Hall en Hannam-dong, Yongsan-gu, Seúl, que se transmitió a través de la aplicación V Live de Naver. Interpretaron canciones del álbum por primera vez en el showcase. El grupo promocionó el álbum a través de una serie de presentaciones en vivo en varios programas de música de Corea del Sur, comenzando con M! Countdown del canal Mnet el 13 de febrero de 2020, donde interpretaron «Bouncy».

## Lista de canciones
| CD / Descarga digital |                              |                                      |                                      |                           |          |  |
| N.º                   | Título                       | Letras                               | Música                               | Arreglo                   | Duración |  |
| 1.                    | «Red Punch»                  |                                      | Code 9                               | Code 9                    | 1:07     |  |
| 2.                    | «Bouncy»                     | Code 9, Puravida                     | Code 9, Puravida                     | Code 9                    | 3:28     |  |
| 3.                    | «So Solo»                    | Misung                               | Space One, Anna Timgren              | Space One                 | 3:05     |  |
| 4.                    | «Fireworks»                  | Llano (Stupid Squad)                 | Stardust, Takey                      | Stardust                  | 3:28     |  |
| 5.                    | «Paper Star (종이별)»        | January 8th, Min Yeon-jae            | J. Yoon                              | J. Yoon                   | 3:26     |  |
| 6.                    | «Lilac (다시, 봄)»           | Iggy, Yongbae                        | Iggy, Yongbae                        | Mingki                    | 3:30     |  |
| 7.                    | «Girl Friend (여자사람친구)» | Score (13), Megatone (13), Door (13) | Score (13), Megatone (13), Door (13) | Score (13), Megatone (13) | 3:07     |  |
| 21:11                 |                              |                                      |                                      |                           |          |  |

## Posicionamiento en listas
| Listas (2020)                    | Posición más alta |
| -------------------------------- | ----------------- |
| Corea del Sur (Gaon Album Chart) | 4                 |

## Historial de lanzamiento
| País          | Fecha                 | Formato                         | Discográfica                   |
| ------------- | --------------------- | ------------------------------- | ------------------------------ |
| Corea del Sur | 10 de febrero de 2020 | CD, descarga digital, streaming | Woollim Entertainment, Kakao M |